# Cas Spijkers
Caspar Henricus Augustinus (Cas) Spijkers (Tilburg, 12 januari 1946 – Oirschot, 29 oktober 2011) was een Nederlands chef-kok en auteur van kookboeken. Hij is onder meer bekend geworden van het kookprogramma Koken met Sterren. Spijkers leidde met zijn kookkunsten restaurant De Swaen in Oisterwijk in 1984 naar twee Michelin-sterren.
Sinds 2009 bestaat de Cas Spijkers Academie, een koksopleiding, die onder toezicht van Spijkers stond, met vestigingen in Nijmegen, Almelo en Breda.
In november 2010 werd slokdarmkanker bij hem geconstateerd.
Op 6 juli 2011 werd Spijkers benoemd tot ridder in de Orde van Oranje-Nassau vanwege zijn grote verdiensten voor de Nederlandse culinaire cultuur.
Spijkers overleed op 29 oktober 2011 op 65-jarige leeftijd aan de gevolgen van bovengenoemde ziekte.

## Trivia
Spijkers maakte samen met topkoks als Halvemaan, Sistermans en Fagel deel uit van de door wijlen Wina Born geroemde gouden generatie chef-koks die in de jaren zeventig en tachtig van de 20e eeuw de nouvelle cuisine naar Nederland haalden.